# Lago Åmänningen
Åmänningen é um lago na província da Västmanland, na Suécia, banhando as comunas de Surahammar e Fagersta. Tem área de 25 quilômetros quadrados e está a 76 metros acima do nível do mar. As suas águas são vazadas pelo rio Kolbäck. Permite a prática da pesca desportiva, dada a abundância de perca fluvial e lúcio.

## Etimologia e uso
O hidrônimo Åmänningen deriva possivelmente de Ombenninng, o nome de uma aldeia a norte do lago.